# أجوبيوس
أجوبيوس (الاسم العلمي: Aegypius)، الاسمان مشتقان من الإغريقية (αἰγυπιός) التي تعني «نسر»، والاسم المعرب ذكره حنين بن إسحاق في إحدى مؤلفاته؛ هو جنس من نسور العالم القديم وجدت في الفصيلة الفرعية غيبيني. من الأنواع الثلاثة في الجنس، النسر السنيري موجود. النسر السينيرز (Aegypius Monachus) هو مخلوق يصعب العثور عليه لأنه «طائر جارح مهدد تقريبًا يحدث في مجموعات معزولة عبر نطاقه» (Çakmak). كانت هناك دراسات جارية حول النسر السينمائي وتشير إلى «أن الطيور التركية، إلى جانب تلك الموجودة في القوقاز، تحتل موقعًا وسيطًا بين السلالات الأوروبية (البلقانية والأيبيرية) وشمال آسيا (المنغولية)» (شاكماك). اسم الجنس Aegypius هو كلمة يونانية باللغة الإغريقية (αἰγυπιός) تعني «نسر»، أو طائر لا يختلف عن نسر. يصف Aelian aegypius بأنه «في منتصف الطريق بين نسر (gyps) وصقر». تعتقد بعض المراجع أن هذا وصف جيد لنسر أبو ذقن.